# Elerji
Elerji (do leta 2018 Jelarji) so obmejna gručasta vas v Slovenski Istri, ki upravno spada pod Mestno občino Koper.
Elerji ležijo na vzhodnem delu Miljskih gričev, na dokaj strmemu pobočju, ki se spušča proti Škofijam. V vasi se nahaja manjši trg, ki mu domačini pravijo »Na ovinku«.

## Kamnolom
V Elerjih imajo kamnolom, čigar posebnost so preko meter debeli bloki iz peščenjaka. Kamniti bloki so sestavljeni iz organskih in anorganskih struktur, ki dokazujejo, da so menjajoče se plasti peščenjaka in laporja nastale iz kalnih podmorskih plazov.
Elerski kamnolom je svojo najpomembnejšo vlogo odigral v času gradnje tržaškega pristanišča.